# 가온누리엠
가온누리엠은 경기도 고양시 일산서구 대화동에 위치하였던 시내버스 기업이다. 2014년 10월 10일 설립되었고 2014년 11월 11일 운송사업 면허를 받았다.

## 연혁
- 2014년 10월 10일: 경기도 고양시 일산서구 중앙로에서 자본금 5억원에 주식회사 가온누리개발로 설립.
- 2014년 10월 17일: 자본금을 9억원으로 증액.
- 2014년 10월 31일: 상호명을 현 명칭인 주식회사 가온누리엠으로 변경.
- 2014년 11월 11일: 운송사업 면허 인가[1]
- 2016년 6월 28일: 본점을 경기도 고양시 일산서구 한류월드로(킨텍스제2전시장)로 이전.
- 2017년 3월 10일: M7731번 노선 신설.
- 2019년 12월 13일: M7646번 노선 신설.
- 2023년 9월 2일: M7646번 노선을 명성으로 이관.
- 2023년 12월 31일: M7106번 노선 폐선.
- 2024년 10월 14일: 해체

## 현황
2022년 1월 기준이다.
| 운행업체          | 보유 노선수 | 보유 노선수 | 보유 노선수 | 보유 노선수 | 보유 노선수 | 등록 대수 | 등록 대수 | 등록 대수 | 등록 대수 | 등록 대수 |
| ----------------- | ----------- | ----------- | ----------- | ----------- | ----------- | --------- | --------- | --------- | --------- | --------- |
| 운행업체          | 노선 합계   | 광역급행    | 직행좌석    | 일반좌석    | 시내일반    | 대수 합계 | 광역급행  | 직행좌석  | 일반좌석  | 시내일반  |
| 가온누리엠 (한정) | 1           | 1           | -           | -           | -           | 26        | 26        | -         | -         | -         |

## 과거 운행 노선

### 광역급행버스
- ● M7106번: 킨텍스 - 대화역 - 주엽역 - 강선마을 - 일산동구청 - 마두역 - 백석역 - 연세대학교정문 - 이화여자대학교후문 - 광화문역 - 신한은행본점 - 숭례문 - 서대문경찰서 (2023년 12월 31일 폐선)
- ● M7646번: 송포초교 - 킨텍스 - 킨텍스꿈에그린아파트 - 마두역 - 자유로 - 홍대입구역 - 합정역 - 당산역 - 영등포시장 - 영등포소방서, 타임스퀘어 (2019년 12월 13일 신설, 2023년 9월 2일 명성으로 노선 이관)
- ● M7731번: 덕이동하이파크시티 3.5단지 - 경남아너스빌 - 대화역 - 킨텍스 - 고양현대모터스튜디오 - 자유로 - 합정역 - 홍대입구역 - 이대역 - 서강대학교후문 - 공덕역 (2017년 3월 10일 신설, 2024년 10월 14일부터 명성에 양도)

## 과거 보유 차량
- 현대자동차 - 유니버스 스페이스 엘레강스, 뉴 프리미엄 유니버스 스페이스 럭셔리, 뉴 프리미엄 유니버스 럭셔리

## 사진

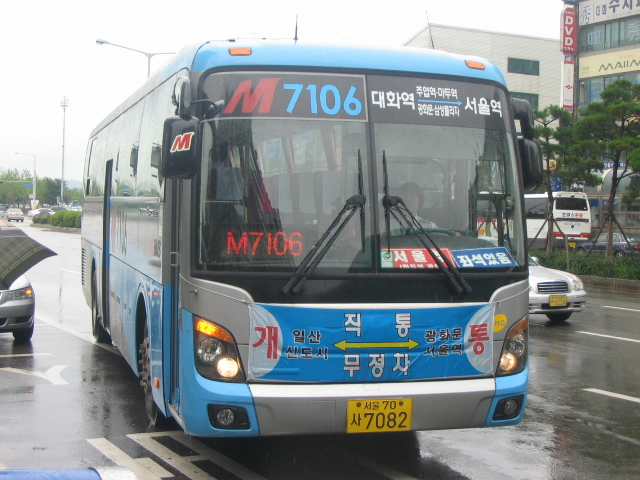
수도권 광역급행버스 M7106번[3](킨텍스 연장 전)
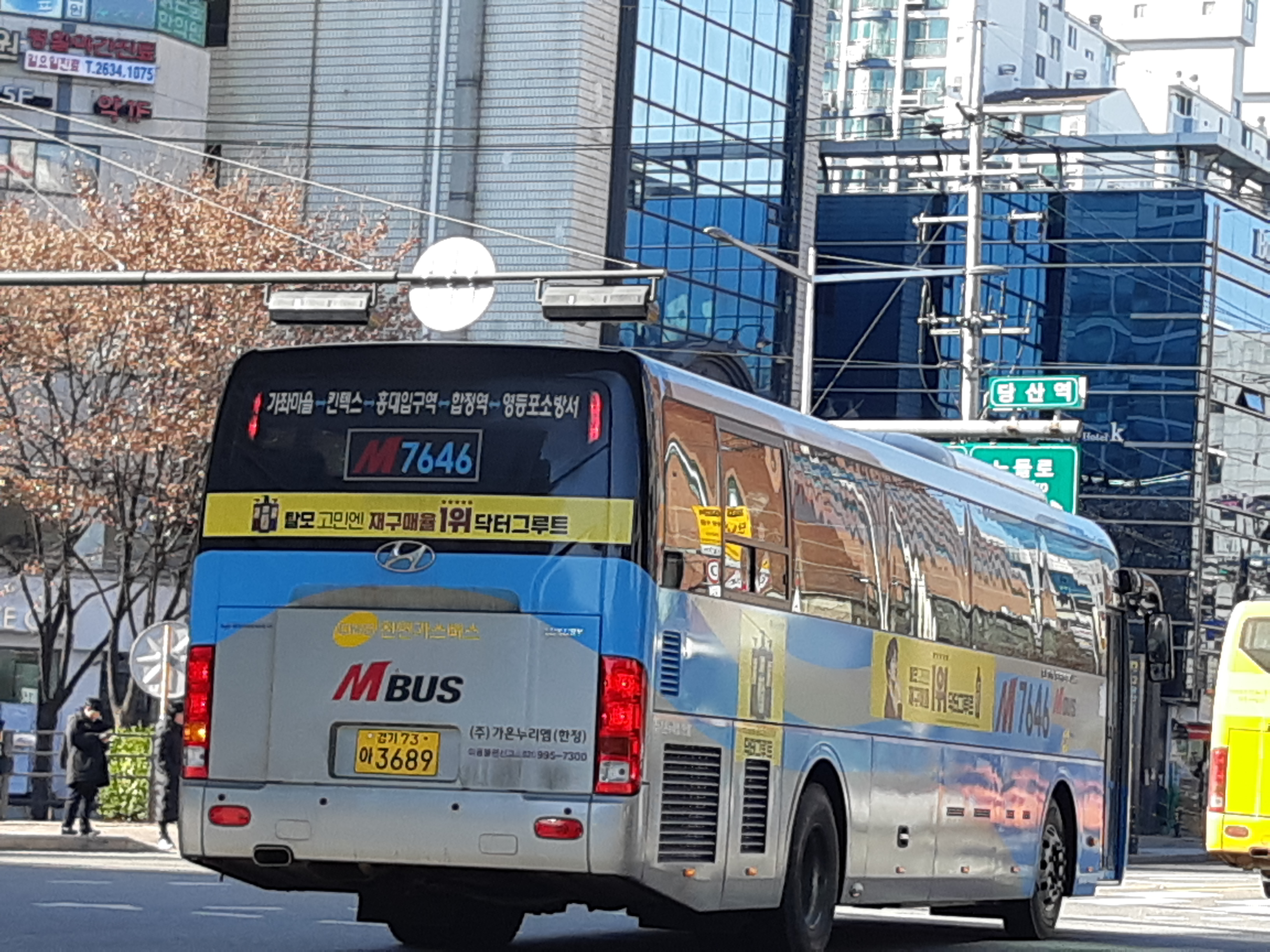
수도권 광역급행버스 M7646번